# Sofie Eriksson

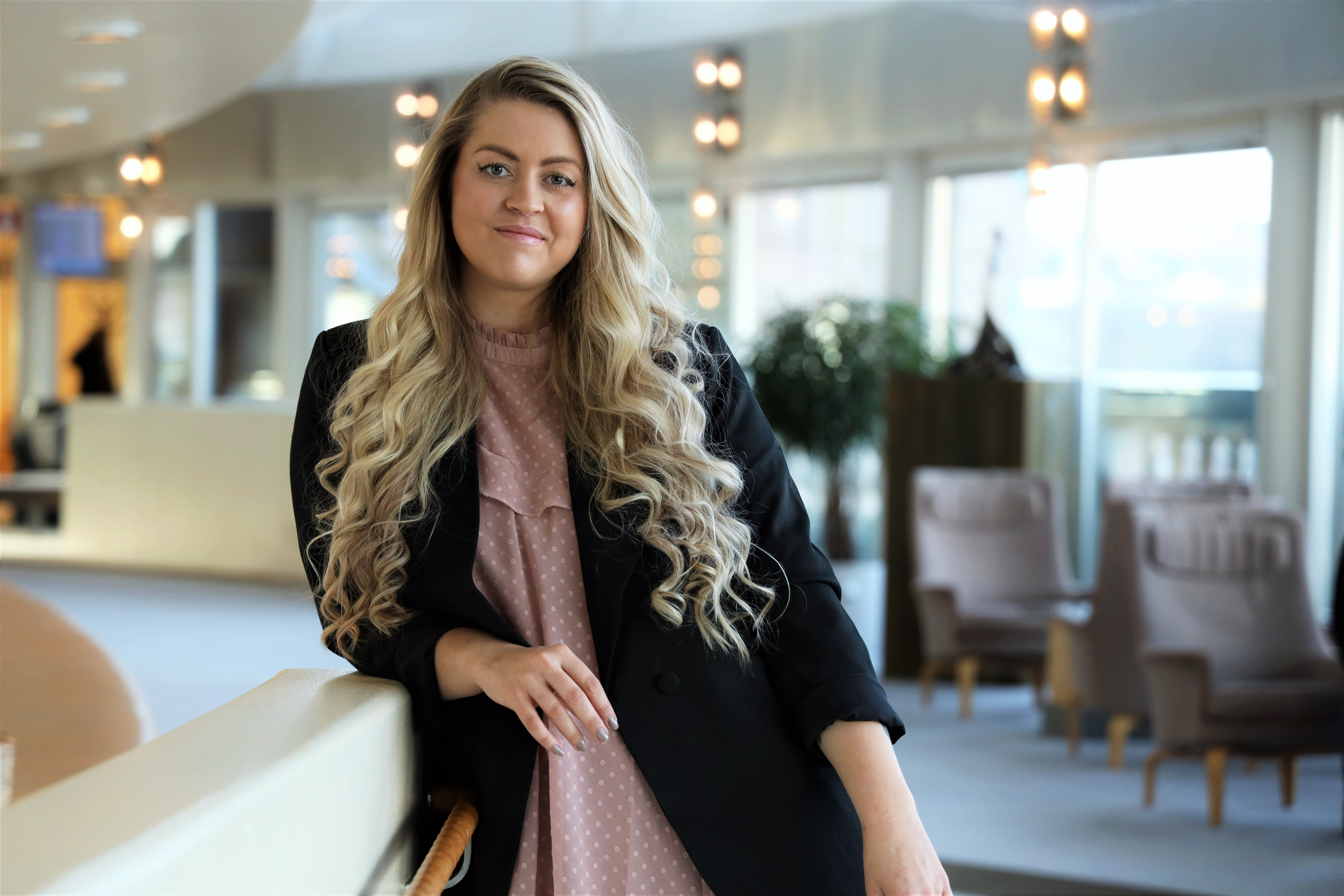
Sofie Eriksson em 2022

Sofie Eriksson (nascida a 13 de Dezembro de 1992) é uma política sueca. Ela é membro do Parlamento Europeu pela Suécia desde Julho de 2024, tendo sido eleita nas eleições europeias de 2024.
Foi membro do Riksdag de Janeiro de 2022 a Julho de 2024, representando o condado de Dalarna. É filiada aos sociais-democratas, parte da Aliança Progressista de Socialistas e Democratas.